# Condado de Lauderdale (Tennessee)
O Condado de Lauderdale é um dos 95 condados do Estado americano do Tennessee. A sede do condado é Ripley, que é também a sua maior cidade. O condado tem uma área de 1313 km² (dos quais 95 km² estão cobertos por água), uma população de 27 101 habitantes, e uma densidade populacional de 22 hab/km² (segundo o censo nacional de 2000). O condado foi fundado em 1835.